# Archontophoenix
Genre
Archontophoenix est un genre de plantes appartenant à la famille des palmiers.

## Description
- Les stipes sont solitaires, minces, lisses, et de grande taille (parfois 20 m). Les feuilles en tombant laissent des cicatrices qui forment des anneaux circulaires disposés régulièrement le long du tronc.
- Les feuilles pennées et vert foncé. Elles sont arquées et composées de pétioles courts et inermes.
- Les inflorescences sont plutôt courtes mais très ramifiées, elles poussent en dessous de la couronne. Les fleurs sont de couleur rosée.
- Les fruits sont rouges et de forme ovale ou ronde. Leur diamètre avoisine les 10 mm.

## Classification
- Sous-famille des Arecoideae
  - Tribu des Areceae
    - Sous-tribu des Archontophoenicinae [1]

Le genre Archontophoenix partage sa sous-tribu avec quatre autres genres : 
Actinorhytis, Actinokentia, Chambeyronia, Kentiopsis.

## Habitat
Les espèces du genre poussent en Australie, sur la côte Est, du Queensland au Sud-Est du NSW, jusqu'à 800 mètres d'altitude, en climat tropical humide, ou subtropical. Elles sont souvent cultivées en tant que plantes ornementales, en dehors de leur lieu d'origine. On rencontre fréquemment le genre dans des terrains très humides (marais) et régulièrement inondés. Il pousse alors dans des forêts d'Eucalyptus.

## Utilisation et culture
Le genre est souvent cultivé pour sa valeur ornementale. L'espèce Archontophoenix cunninghamiana présente une bonne rusticité, de l'ordre de - 6 °C. Les aborigènes consommaient son cœur et utilisaient certaines parties de l'arbre pour transporter des aliments.

## Espèces

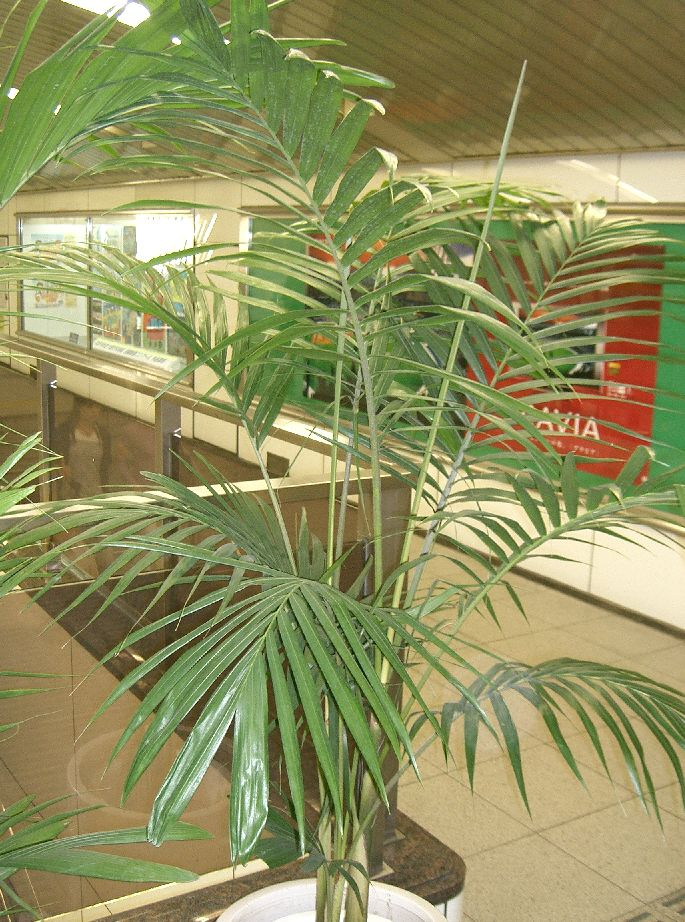
Jeune plant de Archontophoenix Alexandrae

- Archontophoenix alexandrae, H.Wendl. & Drude, Linnaea 39: 212 (1875).
- Archontophoenix cunninghamiana (H.Wendl.) H.Wendl. & Drude, Linnaea 39: 214 (1875).
- Archontophoenix maxima Dowe, Austrobaileya 4: 235 (1994).
- Archontophoenix myolensis Dowe, Austrobaileya 4: 237 (1994).
- Archontophoenix purpurea Hodel & Dowe, Austrobaileya 4: 238 (1994).
- Archontophoenix tuckeri Dowe, Austrobaileya 4: 240 (1994).

## Note
Archontophoenix myolensis est une espèce menacée selon la Liste rouge de l'UICN, classée Vulnérable, (VU C2a).